# Dubova, Cerkasî
Dubova (ucraineană Дубова; rusă Дубовая/Dubovaia) este un sat situat în partea central-sudică a Ucrainei, în raionul Uman al regiunii Cerkasî. La recensământul din 2001 avea o populație de 589 locuitori.

## Demografie
Componența lingvistică a comunei Dubova
     Ucraineană (97,28%)
     Rusă (2,72%)
Conform recensământului din 2001, majoritatea populației comunei Dubova era vorbitoare de ucraineană (97,28%), existând în minoritate și vorbitori de rusă (2,72%).